# Orden El Sol del Perú

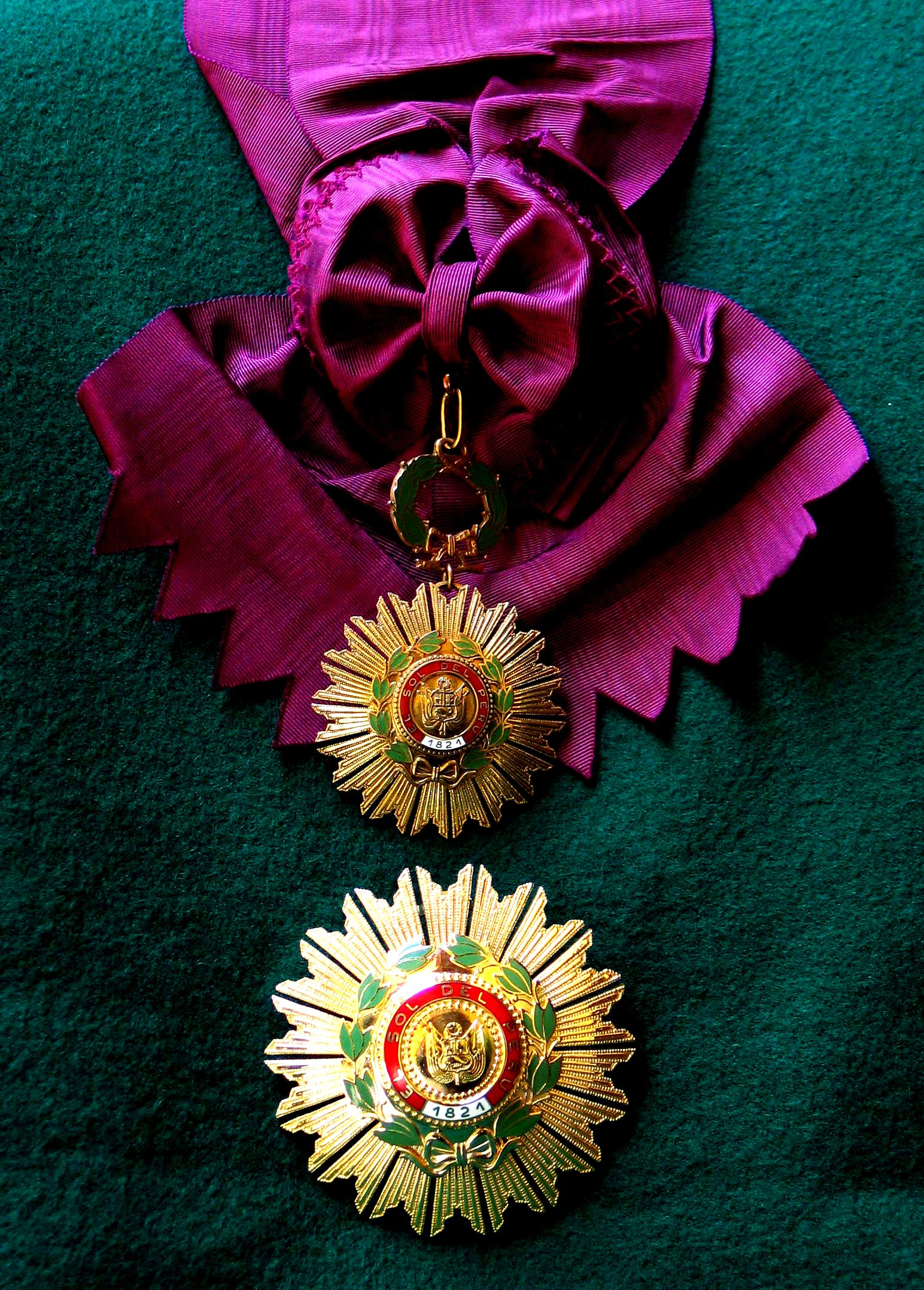
Großkreuz

Der Orden El Sol del Perú (dt.: Orden der Sonne von Peru oder peruanischer Sonnenorden) ist eine Auszeichnung, die von der peruanischen Regierung an In- und Ausländer für besondere Verdienste u. a. im Bereich Kunst, Literatur, Politik und für sonstige Leistungen für Peru verliehen wird.

## Geschichte
Erstmals wurde der Orden unter der Bezeichnung Orden El Sol am 8. Oktober 1821 per Dekret von General José de San Martín gestiftet, um Personen, die sich beim Kampf für die peruanische Unabhängigkeit hervorgetan hatten, zu ehren. Da einige Träger des Ordens versuchten, durch die Verleihung weitere Privilegien zu erlangen, wurde der Orden am 9. März 1825 abgeschafft.
In Erinnerung an den hundertsten Jahrestag der Unabhängigkeit wurde der Orden als Orden El Sol del Perú von Präsident Augusto Leguía y Salcedo per Dekret am 14. April 1921 wiedereingeführt.
Mit Gesetz vom 31. August 1923 und „Reglamento“ vom 9. September 1923, welche in der Folgezeit mehrfach angepasst wurden, wurde die bis heute gültige rechtliche Grundlage für den Orden geschaffen.

## Abstufungen
José de San Martín führte 3 Abstufungen des Ordens ein:
- fundadores (dt.: Gründer)
- beneméritos (dt.: Verdienstvolle)
- asociados (dt.: Partner)

Heute gibt es sechs Abstufungen des Ordens:
- Großkreuz mit Diamanten (Collane)
- Großkreuz (Gran Cruz)
- Großoffizier (Gran Oficial)
- Kommandeur (Comendador)
- Offizier (Oficial)
- Ritter (Caballero)

## Ordensträger (Auswahl)
- Willy Brandt, deutscher Politiker und Bundeskanzler
- Leonid Iljitsch Breschnew, Parteichef der KPdSU
- Elizabeth Bowes-Lyon, englische Adlige
- Gerhard Domagk, deutscher Pathologe und Bakteriologe
- Christopher B. Donnan, US-amerikanischer archäologischer Anthropologe der Moche-Kultur
- Ludwig Erhard, deutscher Politiker und Bundeskanzler
- Eduardo Frei Ruiz-Tagle, von 1994 bis 2000 Präsident von Chile
- Zahi Hawass, ägyptischer Ägyptologe
- Thor Heyerdahl, norwegischer Anthropologe
- Sergei Lawrow, russischer Außenminister
- Jerzy Linka, ehemaliger  Polnischer Chargé d’affaires in Peru
- Antonio Máro, peruanischer Maler
- Dmitri Medwedew, russischer Politiker und Staatspräsident
- Angela Merkel, deutsche Politikerin und Bundeskanzlerin
- Edmund Moeller, deutscher Bildhauer
- Robert Nünlist, Kommandant der Päpstlichen Schweizergarde
- Valentin Paniagua, von 2000 bis 2001 Übergangspräsident Perus
- José María Pemán, spanischer Schriftsteller
- Maria Reiche, deutsche Archäologin, widmete ihr Leben der Untersuchung der Nazca-Linien
- Manuela Sáenz, südamerikanische Freiheitskämpferin, erste weibliche Trägerin des Ordens
- Oskar Saier, Erzbischof von Freiburg
- Yma Sumac, peruanische Sängerin
- Julio Tello, peruanischer Archäologe
- Donald Tusk, EU-Ratspräsident
- August Weberbauer, deutscher Biologe, legte den Grundstein für die systematische Botanik in Peru